# 巴爾蒂人

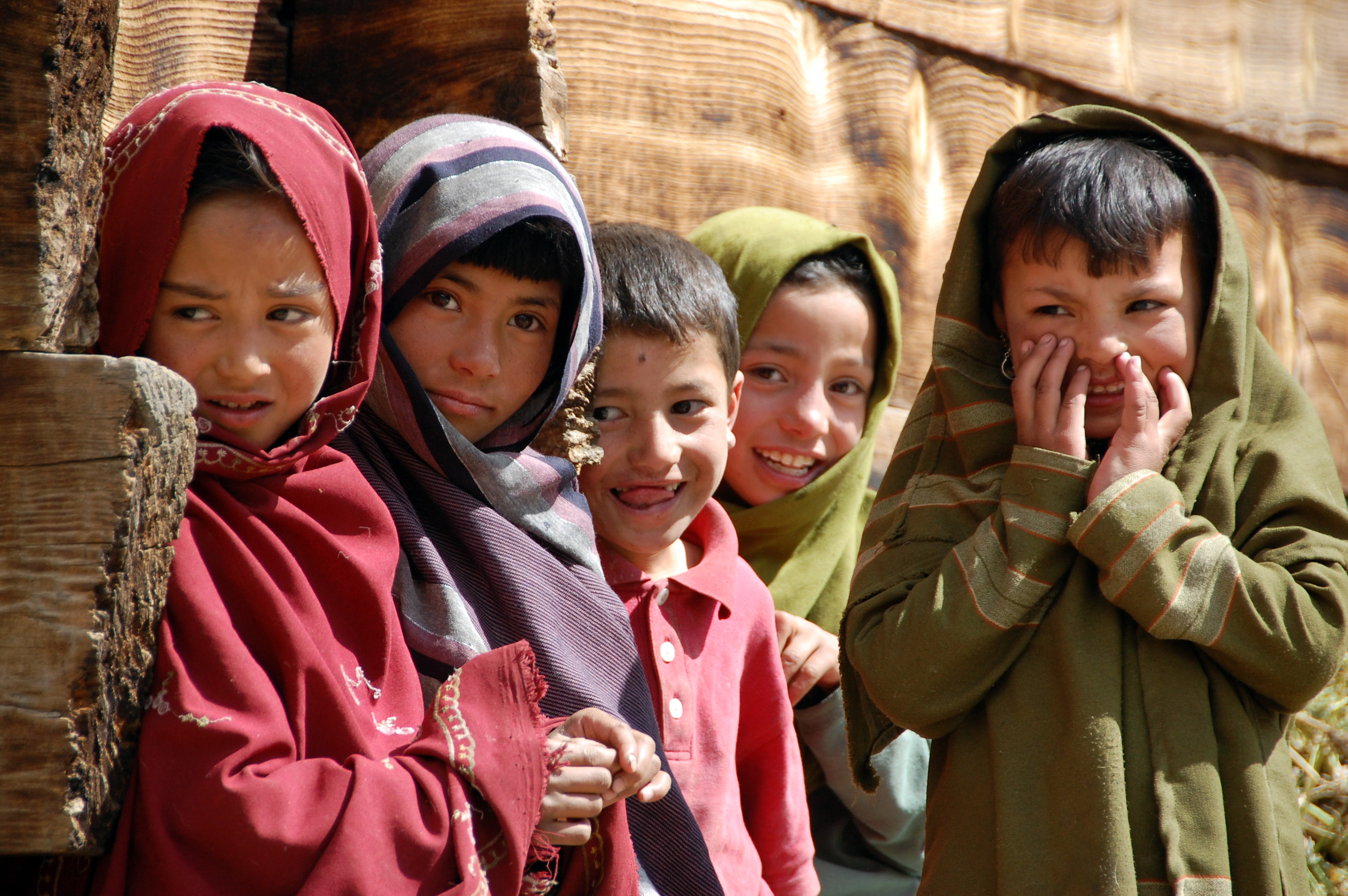
巴尔蒂人孩童

巴爾蒂人，是藏族與印歐語系達爾德語民族混血後裔，分布巴基斯坦的吉爾吉特-巴爾蒂斯坦地區，印度在查謨和克什米爾地區，拉達克，另一些被分散在巴基斯坦的主要城市拉合爾，卡拉奇和伊斯蘭堡 / 拉瓦爾品第。

## 宗教
他們十五世纪接触到蘇菲派伊斯蘭教，十九世纪全民信教。
當地穆斯林群眾很多之前是苯教與喇嘛教徒，仍然保留許多以前信仰的特徵，卍符號刻在木板被認為是吉祥。